# Tritia burchardi
Tritia burchardi is een slakkensoort uit de familie van de fuikhorens (Nassariidae). De wetenschappelijke naam van de soort werd als Buccinum burchardi in 1849 gepubliceerd door Dunker.